# Bretteville
Bretteville è un comune francese di 1 098 abitanti situato nel dipartimento della Manica nella regione della Normandia.

## Società

### Evoluzione demografica
Abitanti censiti